# إيلبصان أرينا
إيلبصان أرينا هو ملعب كرة قدم يقع في إيلبصان، ألبانيا، يتسع لجلوس 12،800 متفرج، مما يجعله ثالث أكبر ملعب في البلاد. وهو الملعب الرسمي لنادي إيلبصاني لكرة القدم.

## التاريخ
افتتح الملعب في عام 1967. تم تجديده في عامي 2004 و2014.